# 波莱尔-坎泰利引理
波莱尔－坎泰利引理是概率论中的一个基本结论。大致上，波莱尔－坎泰利引理说明了，如果有无穷个概率事件，它们发生的概率之和是有限的，那么其中的无限多个事件一同发生的概率是零。这个定理实际上是测度论的结论在概率论中的应用，得名于数学家埃米尔·波莱尔与弗朗西斯科·保罗·坎泰利。

## 概率空间中的定理
设{\displaystyle E_{n}}为某个概率空间中的一个事件序列。波莱尔－坎泰利引理说明：
如果所有的事件{\displaystyle E_{n}}发生的概率{\displaystyle \mathbb {P} }的总和是有限的，
{\displaystyle \sum _{n=1}^{\infty }\mathbb {P} (E_{n})<\infty ,}
那么它们之中有无限多个同时发生的概率等于零：
{\displaystyle \mathbb {P} \left(\limsup _{n\to \infty }E_{n}\right)=0\,}
其中的{\displaystyle \limsup \,}是指一个事件序列的上极限。由于每一个事件都是若干个可能结果的集合，所以{\displaystyle \limsup E_{n}\,}就是指使得序列{\displaystyle E_{n}(\omega )}里面有无限多个事件一起发生的結果（outcome，或稱樣本輸出）{\displaystyle \omega }的集合。准确来说，
{\displaystyle \limsup _{n\to \infty }E_{n}=\bigcap _{n=1}^{\infty }\bigcup _{k=n}^{\infty }E_{k}}。

## 证明
设(En)是某个概率空间里的一系列事件。假设这些事件发生的概率之和是有限的： 
{\displaystyle \sum _{n=1}^{\infty }\mathbb {P} (E_{n})<\infty }。
这等价于说，正项无穷级数{\displaystyle \left(\mathbb {P} (E_{n})\right)_{n\geq 1}}收敛。所以，根据无穷级数的性质，级数的余项{\displaystyle \sum _{n=N}^{\infty }\mathbb {P} (E_{n})}的下极限是0：
{\displaystyle \inf _{N\geq 1}\sum _{n=N}^{\infty }\mathbb {P} (E_{n})=0.\,}
因此，
{\displaystyle \mathbb {P} \left(\limsup _{n\to \infty }E_{n}\right)=\mathbb {P} \left(\bigcap _{N=1}^{\infty }\bigcup _{n=N}^{\infty }E_{n}\right)\leq \inf _{N\geq 1}\mathbb {P} \left(\bigcup _{n=N}^{\infty }E_{n}\right)\leq \inf _{N\geq 1}\sum _{n=N}^{\infty }\mathbb {P} (E_{n})=0}

## 推广
对于更一般的概率空间，波莱尔－坎泰利引理可以叙述如下：
设μ是一个集合X上的测度，装备了σ-代数F。设(An)为F中的一个序列。如果：
{\displaystyle \sum _{n=1}^{\infty }\mu (A_{n})<\infty }
那么，
{\displaystyle \mu \left(\limsup _{n\to \infty }A_{n}\right)=0\,}